# Mariana Klaveno
Mariana Klaveno född 25 oktober 1979 är en amerikansk skådespelerska kanske mest känd för sina roller i serierna True Blood där hon spelade karaktären "Lorena Ball" och i serien Stalker där hon spelar "Janice Lawrence".